# Emily Carey
Emily Joanna Carey (Barnet kerület, 2003. április 30. –) angol színésznő.
Karrierjét gyerekszínészként kezdte színházi előadásokban és a BBC One Causalty című szappanoperájában (2014–2017, 2021). Ezután olyan karakterek fiatal verzióit játszotta, mint Diana Prince a Csodanőben (2017), Lara Croft a Tomb Raiderben (2018) és Alicent Hightower az HBO fantasysorozatában, a Sárkányok Házában (2022). 2020-ban a BBC iPlayer Get Even című tinisorozatában is feltűnt.

## Fiatalkora
Carey a londoni Barnet kerületben született. Családja a színházi iparban dolgozik. Amikor Carey hároméves volt, a nagyanyjának, a West End egykori gardrób-úrnőjének segített zoknikat párosítani a színfalak mögött, nyolcévesen pedig leszerződött első ügynökével. Michael Xavier, akivel a A muzsika hangján keresztül ismerkedett meg, meghívta, hogy vegyen részt hétvégi színésztanfolyamán, amelynek ma már ő is védnöke.

## Pályafutása
Carey 2013-ban kezdte karrierjét a Shrek – A musical West End-produkciójában a Theatre Royalban, Drury Lane-ben és Marta von Trapp szerepében az Olivier-díjra jelölt A muzsika hangjában a Regents Park Szabadtéri Színházban.
A következő évben Carey csatlakozott a Casualty szereplőgárdájához mint Grace Beauchamp. Grace szerepét 2017-ig játszotta, majd 2021-ben ismét visszatért. Feltűnt Idina Menzel és Michael Bublé " Baby, It's Cold Outside " cover videójában is. Majd Mary Conan Doyle szerepét alakította a Houdini &amp; Doyle című ITV drámában. Carey a Huffington Post egyik cikkében 2016 öt legjobb gyermekszínésze között szerepelt.
Carey a fiatal Diana Prince (Wonder Woman) szerepében debütált a mozikban a DC Universe 2017-es Csodanő című filmjében. Ezt követte a fiatal Lara Croft szerepe a 2018-as Tomb Raider reboot-ban. 2019-ben az IMG Models modelügynökséghez szerződött le.
2020-ban Carey Mika Cavanaugh szerepét játszotta a BBC iPlayer Get Even tinisorozatában, amelyet nemzetközileg sugároztak a Netflixen, valamintAnastasiát az Anastasia: Once Upon a Time című filmben, szintén a Netflixen. Majd Anne Frank és Mila hangját adta a Hol van Anne Frank és a Szörnycsalád 2 című animációs filmekben.
2021 júliusában jelentették be, hogy Carey-t választották a fiatal Alicent Hightower szerepére (akit később Olivia Cooke alakított) az HBO 2022-es Sárkányok Háza című Trónok harca előzménysorozatában. Ezután a tinédszer Wendyt alakította Laurie Fox The Lost Girls című regényének filmadaptációjában.

## Magánélet
Carey queerként azonosítja magát, és a "she/they" névmásokat használja. Carey segített a The Children's Trust #MyBrave kampányának elindításában. Kellimarie Willis zenésszel, a RLY együttes tagjával alkot egy párt.
| Év   | Cím                         | Szerep           | Megjegyzések | Hivatkozás |
| ---- | --------------------------- | ---------------- | ------------ | ---------- |
| 2017 | Csodanő                     | 12 éves Diana    |              | [ 31 ]     |
| 2018 | Tomb Raider                 | 14 éves Lara     |              | [ 32 ]     |
| 2020 | Anastasia: Once upon a Time | Anasztázia       |              | [ 33 ]     |
| 2021 | Hol van Anne Frank          | Anne Frank       | Szinkron     | [ 34 ]     |
| 2022 | Az elveszett lányok         | Tini Wendy Drága |              | [ 35 ]     |
| 2022 | The Canterville Ghost       | Virginia Otis    | Szinkron     | [ 36 ]     |

### Televízió
| Év              | Cím              | Szerep                   | Megjegyzések | Hivatkozás           |
| --------------- | ---------------- | ------------------------ | ------------ | -------------------- |
| 2014–2017, 2021 | Causalty         | Grace Beauchamp          | 41 epizód    | [ 37 ] [ 38 ] [ 39 ] |
| 2016            | Houdini és Doyle | Mary Conan Doyle         | 6 epizód     | [ 33 ]               |
| 2019            | Turn up Charlie  | Bea                      | 1 epizód     | [ 40 ]               |
| 2020            | Get Even         | Mika Cavanaugh           | Főszerep     | [ 41 ]               |
| 2022            | Sárkányok Háza   | Fiatal Alicent Hightower | 5 epizód     | [ 42 ] [ 43 ]        |
| 2023            | Platform 7       | Ella                     | TBC          | [ 44 ]               |
| TBA             | Kensal Town      | Juni Tosano              |              | [ 45 ]               |

### Zenevideók
| Év   | Cím                    | Előadó                        | Hivatkozás |
| ---- | ---------------------- | ----------------------------- | ---------- |
| 2014 | Baby It's Cold Outside | Idina Menzel és Michael Bublé | [ 46 ]     |

| Év   | Cím               | Szerep                     | Megjegyzések                                          | Hivatkozás    |
| ---- | ----------------- | -------------------------- | ----------------------------------------------------- | ------------- |
| 2013 | A muzsika hangja  | Marta von Trapp            | Regents Park Szabadtéri Színház                       | [ 47 ] [ 48 ] |
| 2013 | Shrek - A musical | Fiatal Shrek, fiatal Fiona | Theatre Royal Drury Lane 2012. július – 2013. február | [ 49 ]        |

### Videójátékok
| Év   | Cím                    | Szerep       | Megjegyzések | Hivatkozás |
| ---- | ---------------------- | ------------ | ------------ | ---------- |
| 2022 | Xenoblade Chronicles 3 | Fiatal Eunie |              | [ 50 ]     |

## Fordítás
Ez a szócikk részben vagy egészben  az   Emily Carey című angol Wikipédia-szócikk ezen változatának fordításán alapul.  Az eredeti cikk szerkesztőit annak laptörténete sorolja fel. Ez a jelzés csupán a megfogalmazás eredetét és a szerzői jogokat jelzi, nem szolgál a cikkben szereplő információk forrásmegjelöléseként.